# مكتب نشاط المثليين في باريس
يعد مكتب نشاط المثليين في باريس، مكانًا للاستقبال والإرشاد والاستماع في خدمة المثليات والمثليين ومزدوجي الميل الجنسي ومغايري الهوية الجنسية في مدينة باريس.

## تاريخ

### مكافحة الإيدز وعواقبه
كان يطلق عليه في الأصل بيت المثلية الجنسية (1989) ، ثم مركز المثليين والمثليات في باريس (1993) ، وقد تم إنشاء المركز من قبل نشطاء مثليين في مواجهة الأزمات التي أثارها وباء فيروس نقص المناعة البشرية / الإيدز في أوائل الثمانينيات. باعتبارها جمعية مختلطة، فهي مهتمة أيضًا بمكان المثليين والمثليات في المجتمع - وخاصة حول القضايا المتعلقة برهاب المثلية.

### افتتاح
في عام 1994 ، تم تمركزه في شارع كيلير في الدائرة الحادية عشرة لباريس، وقدتم اضلفة(المتحولين جنسياً، ومزدوجي الميول) منذ أبريل 2002. خطوط الاتصال، استقبال، مقهي جمعوي، مكتبة مواضيعية تقدم المعايير العامة وراء الحرب ضد الإيدز والتي لا تزال مع ذلك مهيكلة في العمل - والتمويل. في عام 2002 ، تغير الاسم إلى مكتب نشاط المثليين في باريس يمثل تكاملًا بين جميع مشكلات مجتمع الميم والتأسيس باريس - على الرغم من استمرار اسم مركز المثليين والمثليات.

### النمو والصعوبات المالية
في الأعوام من 1998 إلى 2001 ، قام مركز المثليين والمثليات بتطوير أنشطته الداعمة، ولكن أيضًا في مجال الاتصالات، وذلك بفضل الإعانات التي تلقاها من الجمعيات والمنظمات التي تحارب الإيدز (افسال، معاً ضد الإيدز ، إلخ). بعد عدم تمكنه من تجديد مصادر تمويله، يضطر المركز إلى إعادة الهيكلة التي تنطوي على إقالة غالبية موظفيه. يؤدي إقالة مدير المركز إلى محاكمة أمام محاكم العمل التي يفقد المركز على النموذج المستخدم (عدم الامتثال لقواعد الفصل) ولكن ليس وفق الأسس الموضوعية (هاجم المدير السابق المركز للتمييز ضد جنسين مختلفين). من المفهوم أنه في حالة الإلغاء في النموذج، لا تنظر المحكمة في التماس بشأن الأسس الموضوعية. مع رحيل آخر أخصائي اجتماعي، بقي هناك سكرتير إداري لموظف واحد.
يتم تسليم مباني جديدة في منتصف فبراير 2008 وافتتحت في 26 مارس 2008.

## التمويل
المنظمات والجمعيات التالية هي من بين الممولين السابقين والحاليين في مكتب نشاط المثليين في باريس. وقد تدخل هؤلاء في مكافحة الإيدز والأمراض المنقولة جنسيا ولكن أيضًا في إطار مشاريع مناهضة للتمييز والاستبعاد.
- اكت اب باريس [4]
- الرابطة الفرنسية لمكافحة الإيدز (افسال)
- المديريات الإقليمية والإقليمية للصحة والشؤون الاجتماعية (المجموعة الإقليمية الآن للصحة العامة في إيل دو فرانس)
- الإدارة الإقليمية للشؤون الثقافية في إيل دو فرانس
- معا ضد الإيدز
- مؤسسة فرنسا
- راهبات الانغماس الأبدي - دير باريس
- مدينة باريس.

حتى الآن، تبلغ المنح التي خصصتها مدينة باريس لمركز المثليين 112,000 يورو، وفقًا لخطة مدتها ثلاث سنوات. سمح مجلس المدينة أيضًا للمركز بالانتقال إلى مبنى جديد تبلغ مساحته 250 مترًا مربعًا، تم تجديده من قبل شركة اقتصادية مختلطة في مدينة باريس، مقابل إيجار يبلغ حوالي 5,800 يورو شهريًا باستثناء الرسوم.

## المهام
الهدف من مكتب نشاط المثليين في باريس هو:
- توفير خدمات مركز المثليين في باريس وايل دو فرانس؛
- تقديم الخدمات للجمهور الذي يزورها، وتلبية التوقعات بشأن قضايا المثليين ؛
- نشر ز ترسيخ المساواة على مستوى الحقوق الشخصية والاجتماعية للمثليين والمثليات ومزدوجي الميل الجنسي ومغايري الهوية ومكافحة رهاب المثلية.

المركز هو المقر الرئيسي للعديد من الجمعيات التي يمثل المثليون فيها أغلبية. اتخذت جمعيات أخرى خيار أن تكون أعضاء كشخصيات اعتبارية. سواء أكان مقرًا أم لا، يقوم بعضها بتنظيم اجتماعات الترحيب أو المناقشة بانتظام في الشهر.

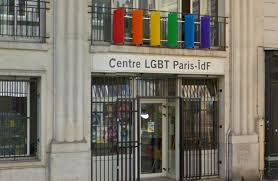

الجمعية تتابع الوقاية الطبية ضد الامراض المنقولة جنسيا، وذلك بفضل التمويل العام. تتعلق جوانب الوقاية التي تم تناولها أيضًا بقضايا التبعية (الكحول ، التبغ ، المخدرات) ، نمط الحياة الصحي، وأيضًا قضايا الحصول على الرعاية.